# Temptation Island (settima edizione)
La settima edizione del reality show Temptation Island è andata in onda ogni lunedì in prima serata su Canale 5 dal 24 giugno al 29 luglio 2019 per sei puntate con la conduzione di Filippo Bisciglia. Dopo le sei puntate martedì 30 luglio 2019 è andata in onda una puntata speciale intitolata Temptation Island - Un mese dopo....
Le sei coppie in gara hanno alloggiato con i Tentatori/Tentatrici per 21 giorni al resort Is Morus Relais a Santa Margherita di Pula, in provincia di Cagliari.
All'inizio del programma, ogni membro delle coppie ha dovuto dare o meno al rispettivo partner e ad uno dei tentatori/tentatrici un braccialetto, tramite il quale era vietato un appuntamento fuori dal villaggio tra i due, inoltre, uno dei tentatori/tentatrici potevano mettere una ghirlanda al fidanzato al quale era interessato, in più, poteva sedersi su delle sedie per poter conoscere uno dei fidanzati/fidanzate. Dal settimo giorno i braccialetti hanno perso valore e, quindi, tentatori e fidanzati (prima vincolati dal braccialetto) hanno potuto avere un appuntamento fuori dal villaggio.

## Le coppie
Le coppie che partecipano sono:
     La coppia ha deciso di uscire insieme / La coppia è ancora insieme.
     La coppia ha deciso di uscire separati / La coppia si separa dopo il programma.
     La coppia è stata espulsa.
     Il fidanzato / la fidanzata richiede il falò di confronto immediato e anticipato
     La coppia partecipa al falò di confronto finale al termine dei 21 giorni.
| Coppia | Coppia               | Relazione                    | Decisione al Falò di confronto | Decisione al Falò di confronto straordinario | Dopo Temptation Island | Note    |
| n°     | Partecipanti         | Relazione                    | Decisione al Falò di confronto | Decisione al Falò di confronto straordinario | Dopo Temptation Island | Note    |
| ------ | -------------------- | ---------------------------- | ------------------------------ | -------------------------------------------- | ---------------------- | ------- |
| 1      | Nunzia Sansone       | fidanzati da 13 anni         | Separati                       | Separati                                     | Separati               | N.D.    |
| 1      | Arcangelo Bianco     | fidanzati da 13 anni         | Separati                       | Separati                                     | Separati               | N.D.    |
| 2      | Jessica Battistiello | fidanzati da 2 anni e 9 mesi | Separati                       | Non partecipanti                             | Separati               | [ N 1 ] |
| 2      | Andrea Filomena      | fidanzati da 2 anni e 9 mesi | Separati                       | Non partecipanti                             | Separati               | [ N 1 ] |
| 3      | Cristina Incorvaia   | fidanzati da 4 mesi          | Insieme                        | Non partecipanti                             | Separati               | [ N 2 ] |
| 3      | David Scarantino     | fidanzati da 4 mesi          | Insieme                        | Non partecipanti                             | Separati               | [ N 2 ] |
| 4      | Sabrina Martinengo   | fidanzati da 2 anni          | Separati                       | Non partecipanti                             | Separati               | [ N 3 ] |
| 4      | Nicola Tedde         | fidanzati da 2 anni          | Separati                       | Non partecipanti                             | Separati               | [ N 3 ] |
| 5      | Ilaria Teolis        | fidanzati da 2 anni e mezzo  | Separati                       | Non partecipanti                             | Separati               | N.D.    |
| 5      | Massimo Colantoni    | fidanzati da 2 anni e mezzo  | Separati                       | Non partecipanti                             | Separati               | N.D.    |
| 6      | Katia Fanelli        | fidanzati da 2 anni e mezzo  | Separati                       | Non partecipanti                             | Separati               | N.D.    |
| 6      | Vittorio Collina     | fidanzati da 2 anni e mezzo  | Separati                       | Non partecipanti                             | Separati               | N.D.    |

## Tentatrici
Le tentatrici che hanno partecipato a questa edizione sono 13:
| Tentatrici         | Professione                                      | Nazionalità |
| ------------------ | ------------------------------------------------ | ----------- |
| Alessia Calierno   | Imprenditrice                                    | Italia      |
| Annalisa Torbilio  | Modella                                          | Italia      |
| Cristina Rescigni  | Deejay                                           | Italia      |
| Elena Cianni       | Istruttrice di zumba e raggaeton                 | Italia      |
| Federica Lepanto   | Personaggio TV                                   | Italia      |
| Federica Mazza     | Segretaria                                       | Italia      |
| Maddalena Vassalli | Impiegata                                        | Italia      |
| Marianna Vertola   | Modella, giornalista sportiva, studentessa       | Italia      |
| Noemi Malizia      | Insegnante di danza, studentessa                 | Italia      |
| Sabina Balkan Aci  | Modella                                          | Italia      |
| Sara Tozzi         | Barista                                          | Italia      |
| Sonia Onelli       | Coreografa, attrice, ex ballerina professionista | Italia      |
| Vanessa Cinelli    | Direttrice di un B&B                             | Italia      |

## Tentatori
Le tentatori che hanno partecipato a questa edizione sono 12:
| Tentatore            | Professione          | Nazionalità |
| -------------------- | -------------------- | ----------- |
| Alessandro Cannataro | Calciatore           | Italia      |
| Alessandro Zarino    | Modello              | Italia      |
| Gaetano Martelli     | Modello              | Italia      |
| Giovanni Arrigoni    | Wakeskater           | Italia      |
| Giulio Raselli       | Gioielliere          | Italia      |
| Jacopo Poponcini     | Modello, calciatore  | Italia      |
| Javier Martinez      | Pallavolista         | Argentina   |
| Moreno Merlo         | Deejay e manager     | Italia      |
| Mattia Degani        | Maestro di tennis    | Italia      |
| Nicolas Bovisio      | Calciatore           | Italia      |
| Rodolfo Salemi       | Consigliere comunale | Italia      |
| Sammy Hassan         | Vocalist             | Italia      |

## Ascolti
| Puntata                             | Messa in onda  | Telespettatori | Share  | Fonte |
| ----------------------------------- | -------------- | -------------- | ------ | ----- |
| 1                                   | 24 giugno 2019 | 3 546 000      | 22,24% | [ 1 ] |
| 2                                   | 1º luglio 2019 | 3 718 000      | 22,41% | [ 2 ] |
| 3                                   | 8 luglio 2019  | 3 647 000      | 23,08% | [ 3 ] |
| 4                                   | 15 luglio 2019 | 3 953 000      | 23,32% | [ 4 ] |
| 5                                   | 22 luglio 2019 | 3 661 000      | 23,65% | [ 5 ] |
| 6                                   | 29 luglio 2019 | 3 875 000      | 24,65% | [ 6 ] |
| Media                               | Media          | 3 733 000      | 23,23% |       |
| Temptation Island - Un mese dopo... | 30 luglio 2019 | 3 764 000      | 24,14% | [ 7 ] |